# Dismorphia lycosura
Dismorphia lycosura is een vlindersoort uit de familie van de Pieridae (witjes), onderfamilie Dismorphiinae.
Dismorphia lycosura werd in 1860 beschreven door Hewitson.